# 克雷馬主教座堂

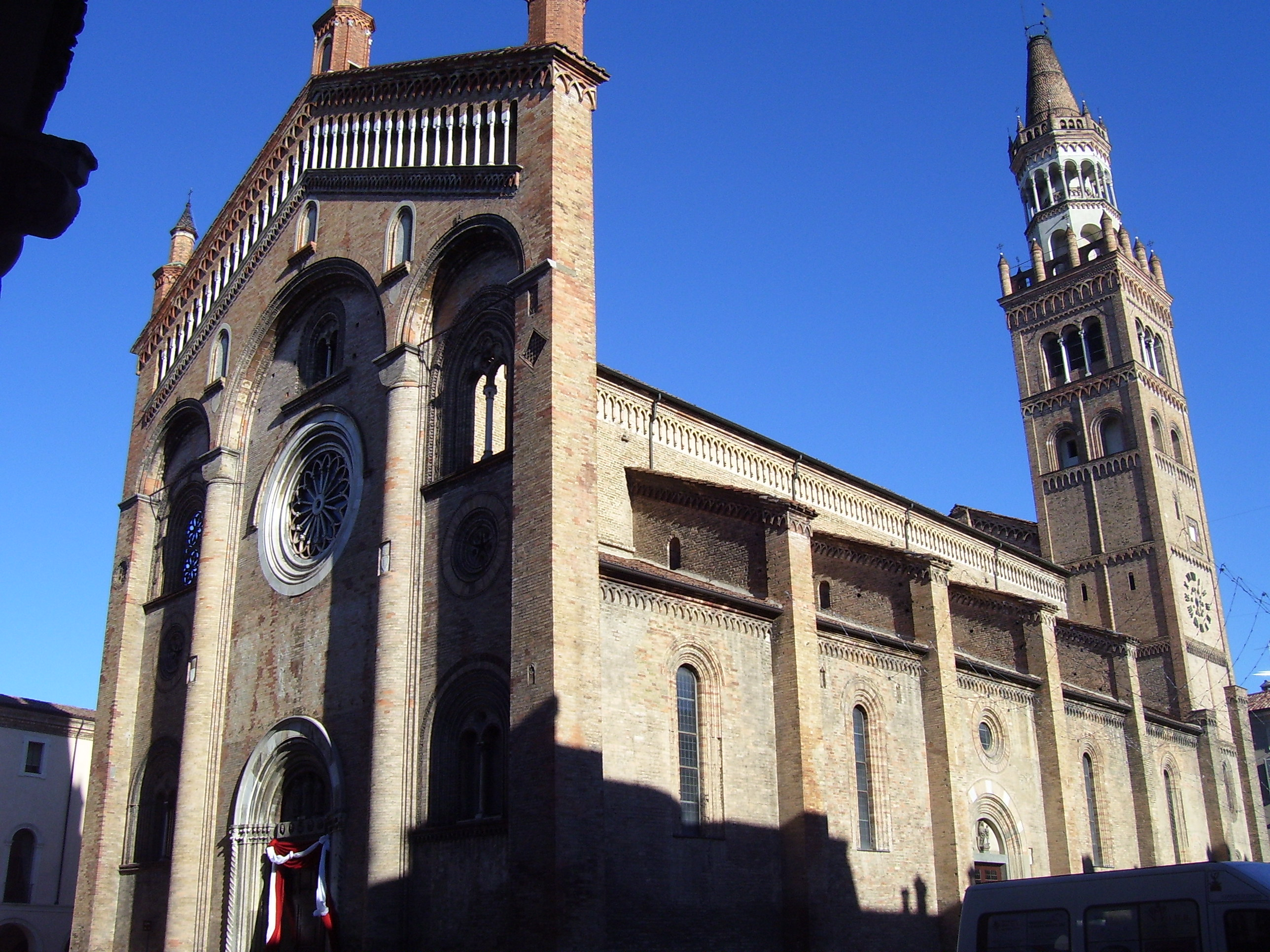
克雷馬主教座堂

克雷馬主教座堂（義大利語：Duomo di Crema，Cattedrale di Santa Maria Assunta）是意大利北部城市克雷馬的一座羅馬天主教的主教座堂，奉獻給聖母升天。這座教堂是天主教克雷馬教區的主教座堂。1160年，克雷馬的首座主教教堂被毀。1185年，新的主教座堂開始修建，但在1212年中斷。1284年，教堂重新改以哥特式建築修建，並在1340年竣工。1385年，教堂又增建了後殿和地下室。